# دهستان نواروستی
دهستان نواروستی (به لاتین: Noarootsi Parish) یک شهرداری در استونی است که در شهرستان لنه واقع شده‌است.

## خصوصیات
دهستان نواروستی ۲۹۶ کیلومترمربع مساحت و ۹۱۰ نفر جمعیت دارد.